# およりの鐘

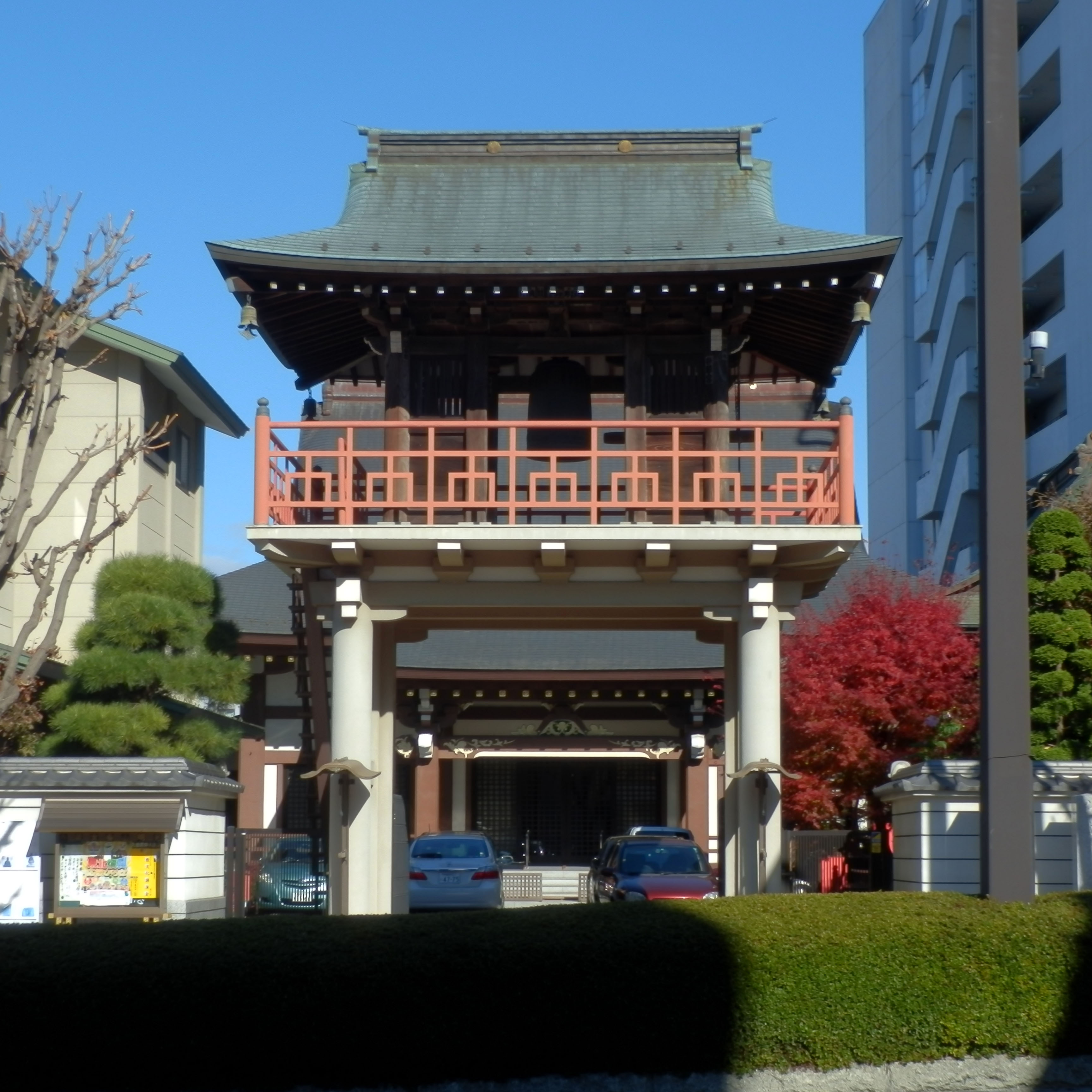
宝蔵寺 鐘楼門

およりの鐘（およりのかね）は、栃木県宇都宮市大通り四丁目の宝蔵寺の
鐘楼門にある梵鐘である。宇都宮市指定有形文化財。
本梵鐘は高さ117cm、口径81cm。表面には宇都宮氏の三つ巴の紋が20個ほどあり、もともとは第8代宇都宮氏当主の宇都宮貞綱が建立し菩提寺の東勝寺に寄進したもので、東勝寺廃寺の折に宇都宮二荒山神社（荒尾崎）に納められた。鐘撞人は町方から選任され、扶持米が支給された。明治時代には二荒山神社・下の宮境内の招魂社（戊辰戦争の戦没者を祀る）に置かれた。昭和期の都市計画により1944年（昭和19年）に宝蔵寺に移された。太平洋戦争では金属類回収令で供出されそうになるが、専門家が鑑定し歴史的価値を唱えたため、武器弾薬にされずに済んだ。
銘はないが、南北朝時代から応永年間（1394年 - 1428年）にかけての特徴が確認できることから、室町時代に活躍した秦景重（はたかげしげ）が作ったものとされる。宇都宮に時を告げる鐘として夕暮れ時に鳴らされ、人々から「およりの鐘」として親しまれたという。
「おより」の謂われは諸説ある。
- 「おやすみ」の敬語で、夕暮れになるとその時刻に撞いた[3][2][1]。漢字では「御寝り」と書く[1]。
- 鐘の音が一里四方に聞こえた。
- 身分の高い人が宇都宮に「お寄り」になる時に撞いた。